# Episodi di Occupied (prima stagione)
La prima stagione della serie televisiva norvegese Occupied è andata in onda nel 2015. In Italia è stata interamente pubblicata su Netflix il 28 aprile 2018.
| n° | Titolo originale | Titolo italiano          | Prima TV Islanda | Pubblicazione Italia |
| -- | ---------------- | ------------------------ | ---------------- | -------------------- |
| 1  | April            | Aprile                   | 4 ottobre 2015   | 28 aprile 2018       |
| 2  | Mai              | Maggio                   | 11 ottobre 2015  | 28 aprile 2018       |
| 3  | Juni             | Giugno                   | 18 ottobre 2015  | 28 aprile 2018       |
| 4  | Juli             | Luglio                   | 25 ottobre 2015  | 28 aprile 2018       |
| 5  | August           | Agosto                   | 1 novembre 2015  | 28 aprile 2018       |
| 6  | September        | Settembre                | 8 novembre 2015  | 28 aprile 2018       |
| 7  | Oktober          | Ottobre                  | 15 novembre 2015 | 28 aprile 2018       |
| 8  | November         | Novembre                 | 22 novembre 2015 | 28 aprile 2018       |
| 9  | Desember 1       | Dicembre (prima parte)   | 29 novembre 2015 | 28 aprile 2018       |
| 10 | Desember 2       | Dicembre (seconda parte) | 6 dicembre 2015  | 28 aprile 2018       |